# Moby Baby
Die Moby Baby war ein zuletzt von der italienischen Moby Lines eingesetztes Fährschiff, das 1966 als Svea Drott für die schwedische Rederi Ab Svea in Dienst gestellt wurde. Das Schiff war seit 1990 auf der Strecke von Piombino nach Portoferraio im Einsatz und zum Zeitpunkt seiner Außerdienststellung im September 2015 die dienstälteste Einheit der Reederei. 2017 wurde die Fähre als Anemos für den weiteren Dienst verkauft, ging jedoch 2018 zum Abbruch ins türkische Aliağa.

## Geschichte
Die Svea Drott wurde unter der Baunummer 202 bei Öresundsvarvet in Landskrona gebaut und am 20. Januar 1966 vom Stapel gelassen. Nach der Ablieferung an die Rederi Ab Svea am 8. Juni 1966 wurde das Schiff auf der Strecke von Helsingborg über Kopenhagen nach Travemünde in Dienst gestellt.
Nachdem die Svea Drott im März 1974 kurzzeitig ausgemustert wurde vercharterte die Rederi Ab Svea das Schiff im Juni 1974 an die Rederi Ab Gotland, die es zwischen Visby und Oskarshamn einsetzten. Im August 1974 wechselte es auf die Strecke von Weymouth zu den Kanalinseln.
Im November 1974 ging die Svea Drott in den Besitz der Lloyds Leasing Ltd. über, die sie ab Januar 1975 als Earl Godwin an British Railways vercharterten. Nach Umbauarbeiten in Holyhead wurde das Schiff ab dem 1. Februar 1975 zwischen Weymouth, Jersey und Guernsey eingesetzt. Zwischen November 1977 und Januar 1978 war Portsmouth anstelle von Weymouth der Ausgangshafen des Schiffes.
Im Januar 1979 ging die Earl Godwin in den Besitz von Sealink über und lief fortan wieder von Portsmouth aus die Häfen von Jersey und Guernsey an. In den folgenden Jahren wechselte das Schiff mehrfach die Dienststrecke und lief so auch die Häfen von Heysham, Belfast und Cherbourg an. Nach Modernisierungsarbeiten bei Govan Shipbuilders im Januar und Februar 1986 blieb die Earl Godwin noch weitere sieben Monate zwischen Weymouth und Cherbourg in Fahrt, ehe sie ausgemustert wurde. Nach einer kurzen Aufliegezeit am River Fal wurde das Schiff zwischen März und Juli 1988 erneut nach Cherbourg eingesetzt, ehe es ohne Beschäftigung in Southampton und ab Oktober 1988 in Falmouth auflag.
Von Januar 1989 bis März 1989 sowie von Januar 1990 bis März 1990 wurde die an Mainland Market Deliveries verchartert und auf verschiedenen Routen eingesetzt. In der Zwischenzeit war das Schiff wieder für Sealink zwischen Portsmouth und Cherbourg im Einsatz, beförderte dabei aber nur Fahrzeuge und keine Passagiere.
Im März 1990 ging die Earl Godwin an die italienische Moby Lines und wurde in Moby Baby umbenannt. Am 29. Juni 1990 fand die Indienststellung zwischen Piombino und Portoferraio statt, wo das Schiff bis zu seiner Ausmusterung im September 2015 in Fahrt blieb. Die Moby Baby war mit ihren fünfzig Dienstjahren das älteste Schiff in der Flotte von Moby Lines.
Im Mai 2017 wurde das Schiff gemeinsam mit der Moby Love an Portucalence Shipping verkauft und in Anemos umbenannt. Eine geplante neue Dienstzeit kam jedoch nicht zustande. Stattdessen traf die 52 Jahre alte Anemos im Oktober 2018 zum Abbruch im türkischen Aliağa ein.